# Liste der Stolpersteine in Elsdorf (Rheinland)
Die Liste der Stolpersteine in Elsdorf (Rheinland) enthält alle Stolpersteine, die im Rahmen des gleichnamigen Projekts von Gunter Demnig in Elsdorf (Rheinland) verlegt wurden. Mit ihnen soll an Opfer des Nationalsozialismus erinnert werden, die in Elsdorf (Rheinland) lebten und wirkten.

## Verlegte Stolpersteine
| Adresse                | Verlege- datum | Person, Inschrift | Bild | Anmerkung |
| ---------------------- | -------------- | --- | --- | --------- |
| Kerpener Straße ·      | 14. Dez. 2011  | Hier wohnte Selma Simon geb. Salomon Jg. 1892 deportiert 1942 ermordet in Theresienstadt                                                | Bild gesucht Die Wikipedia wünscht sich an dieser Stelle ein Bild vom Ort mit diesen Koordinaten 50.9229038 6.5871491 . Motiv: Stolperstein Selma Simon geb. Salomon Falls du dabei helfen möchtest, erklärt die Anleitung , wie das geht. BW                                                                           |           |
| Auf dem Driesch 18 ·   | 3. Feb. 2014   | Hier wohnte Michael Hausmann Jg. 1864 unfreiwillig verzogen 1938 Köln deportiert 1942 Theresienstadt ermordet 5.12.1942                 | Bild gesucht Die Wikipedia wünscht sich an dieser Stelle ein Bild vom Ort mit diesen Koordinaten 50.9357085 6.5664896 . Motiv: Stolperstein Michael Hausmann Falls du dabei helfen möchtest, erklärt die Anleitung , wie das geht. BW                                                                                   |           |
| Auf dem Driesch 18 ·   | 3. Feb. 2014   | Hier wohnte Lena Lina Hausmann Geb. Schmitz Jg. 1865 unfreiwillig verzogen 1938 Köln deportiert 1942 Theresienstadt ermordet 25.12.1942 | Bild gesucht Die Wikipedia wünscht sich an dieser Stelle ein Bild vom Ort mit diesen Koordinaten 50.9357093 6.5664943 . Motiv: Stolperstein Lena Lina Hausmann Geb. Schmitz Falls du dabei helfen möchtest, erklärt die Anleitung , wie das geht. BW                                                                    |           |
| Auf dem Driesch 18 ·   | 3. Feb. 2014   | Hier wohnte Betty Stern geb Hausmann Jg. 1904 unfreiwillig verzogen 1938 Köln deportiert 1942 Theresienstadt 1943 Auschwitz ermordet    | Bild gesucht Die Wikipedia wünscht sich an dieser Stelle ein Bild vom Ort mit diesen Koordinaten 50.9357058 6.5664896 . Motiv: Stolperstein Betty Stern geb Hausmann Falls du dabei helfen möchtest, erklärt die Anleitung , wie das geht. BW                                                                           |           |
| Auf dem Driesch 18 ·   | 3. Feb. 2014   | Hier wohnte Ernst Hausmann Jg. 1902 unfreiwillig verzogen 1938 Köln Flucht 1938 USA überlebt                                            | Bild gesucht Die Wikipedia wünscht sich an dieser Stelle ein Bild vom Ort mit diesen Koordinaten 50.9357068 6.5664945 . Motiv: Stolperstein Ernst Hausmann Falls du dabei helfen möchtest, erklärt die Anleitung , wie das geht. BW                                                                                     |           |
| Auf dem Driesch 18 ·   | 3. Feb. 2014   | Hier wohnte Helmut Julius Hausmann Jg. 1920 unfreiwillig verzogen 1938 Köln deportiert 1942 Theresienstadt 1943 Auschwitz ermordet      | Bild gesucht Die Wikipedia wünscht sich an dieser Stelle ein Bild vom Ort mit diesen Koordinaten 50.9357025 6.5664902 . Motiv: Stolperstein Helmut Julius Hausmann Falls du dabei helfen möchtest, erklärt die Anleitung , wie das geht. BW                                                                             |           |
| Auf dem Driesch 18 ·   | 3. Feb. 2014   | Hier wohnte Hugo Stern Jg. 1864 unfreiwillig verzogen 1938 Köln deportiert 1942 Theresienstadt 1943 Auschwitz ermordet                  | Bild gesucht Die Wikipedia wünscht sich an dieser Stelle ein Bild vom Ort mit diesen Koordinaten 50.9357048 6.5664853 . Motiv: Stolperstein Hugo Stern Falls du dabei helfen möchtest, erklärt die Anleitung , wie das geht. BW                                                                                         |           |
| Kerpener Straße ·      | 14. Dez. 2011  | Hier wohnte Carla Simon Jg. 1929 deportiert 1942 ermordet in Theresienstadt                                                             | Bild gesucht Die Wikipedia wünscht sich an dieser Stelle ein Bild vom Ort mit diesen Koordinaten 50.9229164 6.5871716 . Motiv: Stolperstein Carla Simon Falls du dabei helfen möchtest, erklärt die Anleitung , wie das geht. BW                                                                                        |           |
| Kerpener Straße ·      | 14. Dez. 2011  | Hier wohnte Ilse Simon Jg. 1922 deportiert 1942 ermordet in Theresienstadt                                                              | Bild gesucht Die Wikipedia wünscht sich an dieser Stelle ein Bild vom Ort mit diesen Koordinaten 50.9228949 6.5871267 . Motiv: Stolperstein Ilse Simon Falls du dabei helfen möchtest, erklärt die Anleitung , wie das geht. BW                                                                                         |           |
| Gladbacher Straße 41 · | 14. Dez. 2011  | Hier wohnte Michael Hausmann Jg. 1861 Flucht 1937 Holland überlebt                                                                      | Bild gesucht Die Wikipedia wünscht sich an dieser Stelle ein Bild vom Ort mit diesen Koordinaten 50.9360215 6.5678608 . Motiv: Stolperstein Michael Hausmann Falls du dabei helfen möchtest, erklärt die Anleitung , wie das geht. BW                                                                                   |           |
| Gladbacher Straße 41 · | 14. Dez. 2011  | Hier wohnte Sigismund Hausmann Jg. 1868 Flucht 1937 Holland ermordet 1942 Theresienstadt                                                | Bild gesucht Die Wikipedia wünscht sich an dieser Stelle ein Bild vom Ort mit diesen Koordinaten 50.936029 6.5678817 . Motiv: Stolperstein Sigismund Hausmann Falls du dabei helfen möchtest, erklärt die Anleitung , wie das geht. BW                                                                                  |           |
| Mittelstraße 29 ·      | 3. Okt. 2021   | Hier wohnte Else Hausmann... | Bild gesucht Der Benutzer GeorgDerReisende ( Diskussion ) wünscht sich an dieser Stelle ein Bild vom Ort mit diesen Koordinaten 50.936342 6.568008 . Motiv: Mittelstraße 29: die Stolpersteine für die Familie Hausmann, die Lage und das Haus Falls du dabei helfen möchtest, erklärt die Anleitung , wie das geht. BW |           |
| Mittelstraße 29 ·      | 3. Okt. 2021   | Hier wohnte Kurt Hausmann... | Bild gesucht Die Wikipedia wünscht sich an dieser Stelle ein Bild vom hier behandelten Ort. Weitere Infos zum Motiv findest du vielleicht auf der Diskussionsseite . Falls du dabei helfen möchtest, erklärt die Anleitung , wie das geht. BW                                                                           |           |
| Mittelstraße 29 ·      | 3. Okt. 2021   | Hier wohnte Gerda Hausmann... | Bild gesucht Die Wikipedia wünscht sich an dieser Stelle ein Bild vom hier behandelten Ort. Weitere Infos zum Motiv findest du vielleicht auf der Diskussionsseite . Falls du dabei helfen möchtest, erklärt die Anleitung , wie das geht. BW                                                                           |           |
| Mittelstraße 29 ·      | 3. Okt. 2021   | Hier wohnte Ruth Hausmann... | Bild gesucht Die Wikipedia wünscht sich an dieser Stelle ein Bild vom hier behandelten Ort. Weitere Infos zum Motiv findest du vielleicht auf der Diskussionsseite . Falls du dabei helfen möchtest, erklärt die Anleitung , wie das geht. BW                                                                           |           |